# Mark Keller
Mark Keller, rodným jménem Marko Keller (* 5. května 1965 v Überlingenu na Bodamském jezeře) je německý herec a zpěvák, který proslul svojí rolí vrchního komisaře Andrého Fuxe v seriálu Kobra 11. Proslavil se také rolí Dr. Alexandra Kahnweilera v seriálu Doktor z hor: Nové příběhy.

## Kariéra
Vždy se chtěl stát hercem[zdroj?], ale v duchu rodinné tradice se vyučil automechanikem jako jeho otec. Po vyučení studoval od roku 1985 do roku 1987 tři semestry na umělecké škole Freiburger Schauspielschule. Poté musel narukovat k Bundeswehru a tam zpíval tři roky jako zpěvák v kapele (jeho hudební talent bylo možno vidět v seriálu Kobra 11 a to v epizodě Smrtící sláva, kde zpíval se skupinou Scooter). V roce 1989 se stal imitátorem v Rudi carel show. Od roku 1991 hrál menší role ve filmech. Vrchol jeho kariéry nastal, když byl v roce 1996 vybrán pro roli vrchního komisaře Andrého Fuxe v seriálu Kobra 11. Zde se stal parťákem Erdoğana Atalaye alias komisaře Semira Gerkhana.

## Konec v seriálu
Jde o všestranného sportovce, který se věnuje karate. Proto se většinou nemusel nechat zastupovat kaskadérem a většinu akčních scén natáčel sám. Je také zpěvák, a protože se nemohl věnovat dvěma věcem najednou, vybral si dobrovolně odchod ze seriálu Kobra 11. Naposled byl v tomto seriálu k vidění v dvojepizodě s názvem Smrt chlapce - Osamělé vítězství.

## Návrat do seriálu
V březnu 2013 byl ohlášen Kellerův návrat do seriálu v pilotním díle 18. série "Zmrtvýchvstání". Keller jako André Fux nejprve zachrání život Semirovi a jeho dceři, ale posléze se zjistí, že se dal na dráhu zločinu. Po konfliktu se Semirem André opět umírá v Alpách pádem do propasti. Padajícího Semira zachrání Ben.

## Rodina
Jeho otec je Chorvat a matka Němka, matka zemřela po porodu. Byl vychováván u prarodičů s dalšími 14 sourozenci. Nyní žije společně se svou ženou Tülin, která pochází z Turecka, a dvěma syny, Aaronem (* 1993) a Joshuou (* 1995), na Bodamském jezeře.

## Filmografie
- 1990–1995 Sterne des Südens (in 42 Folgen)
- 1993 Einsatz für Lohbeck
- 1993–1995 Tatort (in 4 Episoden)
- 1993 SOKO 5113
- 1995 Schneesturm im Frühling (Fernsehfilm)
- 1996–1999 Kobra 11
- 1998 Zerschmetterter Träume (Fernsehfilm)
- 1998 Herzbeben (Fernsehfilm)
- 1999 Liebe pur (Fernsehfilm)
- 1999 Ein Vater im Alleingang (Fernsehfilm)
- 2000 Jetzt oder nie – Zeit ist Geld (Kinofilm)
- 2000 I love you baby (Kinofilm)
- 2001 Liebe unter weißen Segeln (Fernsehfilm)
- 2001 Kleiner Mann sucht großes Herz (Fernsehfilm)
- 2001 Im Namen des Gesetzes (Fernsehfilm)
- 2003 Novaks Ultimatum (Fernsehproduktion, Thriller)
- 2003 Die Wache
- 2004 Ein Fall für zwei (Episode 24.9 Gigolo)
- 2004 Rosamunde Pilcher: Federn im Wind (Fernsehfilm)
- 2005 Andersrum (Fernsehfilm)
- 2005 Barfuss (Kinofilm)
- 2007 Kopf oder Zahl (Kinofilm)
- 2008 Dekker & Adi – Wer bremst verliert! (Fernsehfilm)
- 2008 1½ Ritter – Auf der Suche nach der hinreißenden Herzelinde (Kinofilm)
- od 2008 Der Bergdoktor
- 2010 Der Bergdoktor - Durch eisige Höhen (Fernsehfilm)
- 2013 Kobra 11 (pilot film Zmrtvýchvstání)

## Diskografie
- My Life (Single)
- Gone with the wind (Single)
- 1992 Bel Ami (Single)
- 1992 Wish you were near me (Single)
- 1993 Mark Keller
- 1994 I don’t need a better love (Single)
- 1995 You (Single)
- 2000 You’ll never find (Single)